# Alif Hajiyev
Alif Hajiyev (azero: Əlif Lətif oğlu Hacıyev; Xocalı, 24 giugno 1953 – Xocalı, 26 febbraio 1992) è stato un militare azero, Eroe Nazionale dell'Azerbaigian e partecipante alla prima guerra del Nagorno Karabakh.

## Biografia
Nacque il 24 giugno 1953 nella città di Khojaly, ora Ivanian.
Nel 1970 dopo aver terminato gli studi liceali, ha iniziato a lavorare come tassista nella città di Khankendi. Nel 1971 fu chiamato a prestare servizio militare a Minsk. Nel 1973 venne congedato, iniziando a lavorare come autista nella Società di Autotrasporto di Khankendi. Tra il 1974 ed il 1984 ha occupato diverse posizioni presso il Ministero degli affari Interni di Bielorussia e del Regione Autonoma di Nagorno-Karabakh dell'Azerbaigian RSS.
Nel 1976, si iscrisse alla scuola di polizia speciale intitolata a Frunze del Ministero degli Interni dell'URSS. Nel 1979 si è laureato ed, dal 1981, ha continuato gli studi presso l'Accademia del Ministero degli Interni dell'URSS.
Quando lavorava nella Regione Autonoma di Nagorno-Karabakh ha cercato rendere pubblica l'esistenza di un gruppo nazionalista, fino ad allora segreto che operava da molto tempo. Venne pertanto accusato sulla base di false testimonianze , per cui venne condannato a 10 anni di carcere nella cittadina di Nižnij Tagil. Nel 1987 il suo caso venne rivisto e la sua pena detentiva di 10 anni fu ridotta a 6, per poi essere liberato il 20 febbraio 1989.

### Guerra del Karabakh e la sua partecipazione alle battaglie
Nel 1990 ritornò a Khojaly dove lavorò nel Comitato Organizzatore del Nagorno-Karabakh e nel Comitato di Sussidio Popolare del Karabakh. Nel mese di dicembre del 1990 ha riniziato a lavorare agli affari interni, e successivamente nominato il capo della sezione degli affari interni nell'aeroporto di Khojaly. Allo stesso tempo divenne comandante dell’aeroporto di Khojaly. Grazie al suo zelo, nel dicembre del 1991, fu promosso al grado di maggiore.

## Morte
Il 25 febbraio 1992, nel corso della guerra del Nagorno Karabakh, Alif Hajiyev e il suo gruppo resistettero per molto tempo, fino alle cinque di mattina. Purtroppo l'esercito nemico era molto più numeroso. L'obiettivo principale di Alif Hajiyev era di portare i civili in aree di sicurezza e di proteggerla il più possibile dall'incursone nemica.
L'unica speranza per i civili in pericolo era Alif Hajiyev, ma il 26 febbraio 1992 in una delle battaglie Alif Hajiyev viene ucciso. Il suo corpo rimase immobile in una zona boschiva per cinque giorni. Fu poi sepolto a Baku, nel vicolo dei Martiri.

### Premi
Una delle vie nel distretto di Nizami di Baku porta il suo nome. Con il decreto numero 831 del 6 giugno 1992 del Presidente della Repubblica dell'Azerbaigian il Maggiore Alif Hajiyev Latif oglu venne assegnato il titolo di Eroe Nazionale.
- 1992 —  Eroe Nazionale dell’Azerbaigian.